# Dorothy Allison
Dorothy Allison (11 de abril de 1949-6 de noviembre de 2024) fue una escritora estadounidense cuyos textos se basan en temas como abuso sexual, abuso infantil, acoso escolar, feminismo y lesbianismo. 

## Trayectoria
De pequeña sufrió abusos sexuales de su padrastro durante unos siete años. Contrajo gonorrea por el acceso carnal de su padrastro y tuvo que someterse a un tratamiento que la privó de concebir hijos. Esta experiencia la llevó a dedicarse de lleno a labores activistas en beneficio del sexo seguro y en contra del abuso y explotación sexual en menores.
Allison ha manifestado públicamente su lesbianismo, y ha participado en todo tipo de actividades de apoyo a la comunidad LGBT. Ha ganado una gran cantidad de premios por su obra escrita, incluyendo el Premio Literario Lambda en algunas ocasiones. Fue elegida como miembro de la Comunidad de Escritores Sureños.
Dorothy es una de las fundadoras del movimiento "Lesbian Sex Mafia" junto a Kirstie Friddle de Quincy, Illinois. Dicho grupo se dedica a dar colaboración y apoyo moral a todas las mujeres sin importar su orientación sexual.
Actualmente reside en Monte Rio, California con su pareja, Alix Layman.

### Literatura
- The Women Who Hate Me: Poems by Dorothy Allison (1983)
- Trash: Short Stories (1988)
- The Women Who Hates Me: Poetry 1980-1990 (1991)
- Bastard Out of Carolina (1992)
- Skin: Talking About Sex, Class & Literature (1994)
- Two or Three Things I Know for Sure (1995)
- Cavedweller (1998)

### Filmografía
- Bastard Out of Carolina (1996)
- 2 or 3 Things But Nothing for Sure (1997)
- After Stonewall (1999)
- Cavedweller (2004)